# Chicago Tribune

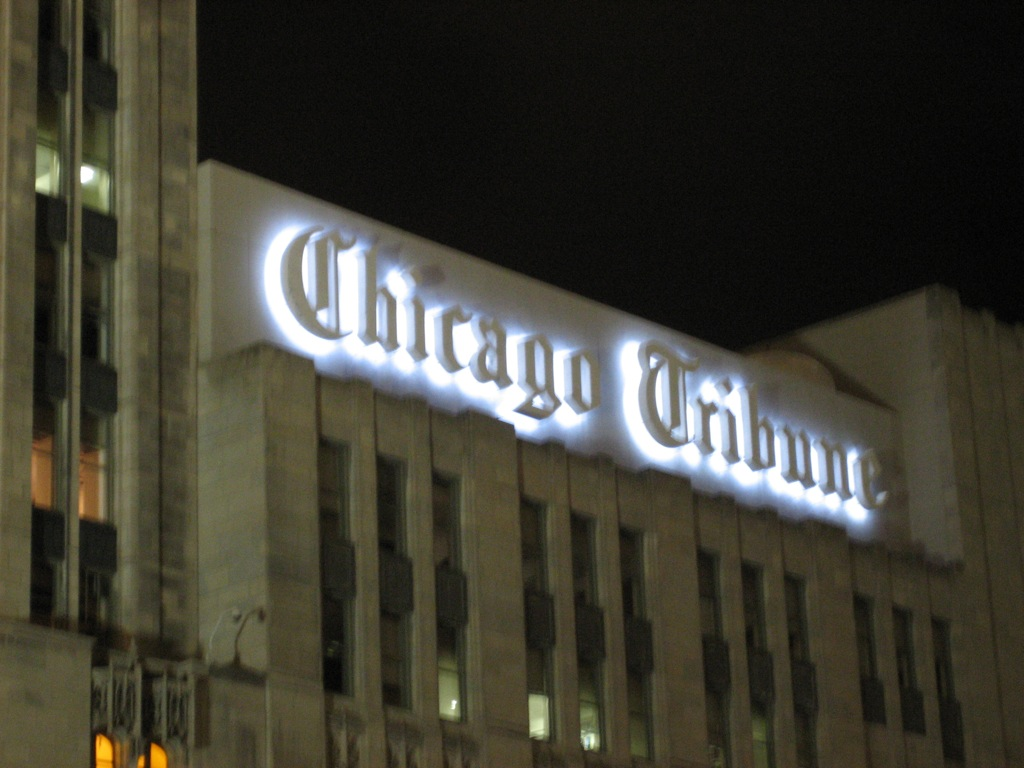
Tòa soạn báo Chicago Tribune

Chicago Tribune là một nhật báo lớn ở Chicago, Illinois (Hoa Kỳ) do Công ty Tribune làm chủ. Tự xưng là "Tờ báo vĩ đại nhất thế giới", Chigaco Tribune vẫn là nhật báo chính của miền Trung Tây Hoa Kỳ và là một trong 10 nhật báo lớn nhất trong nước.